# Aimpoint CompM2

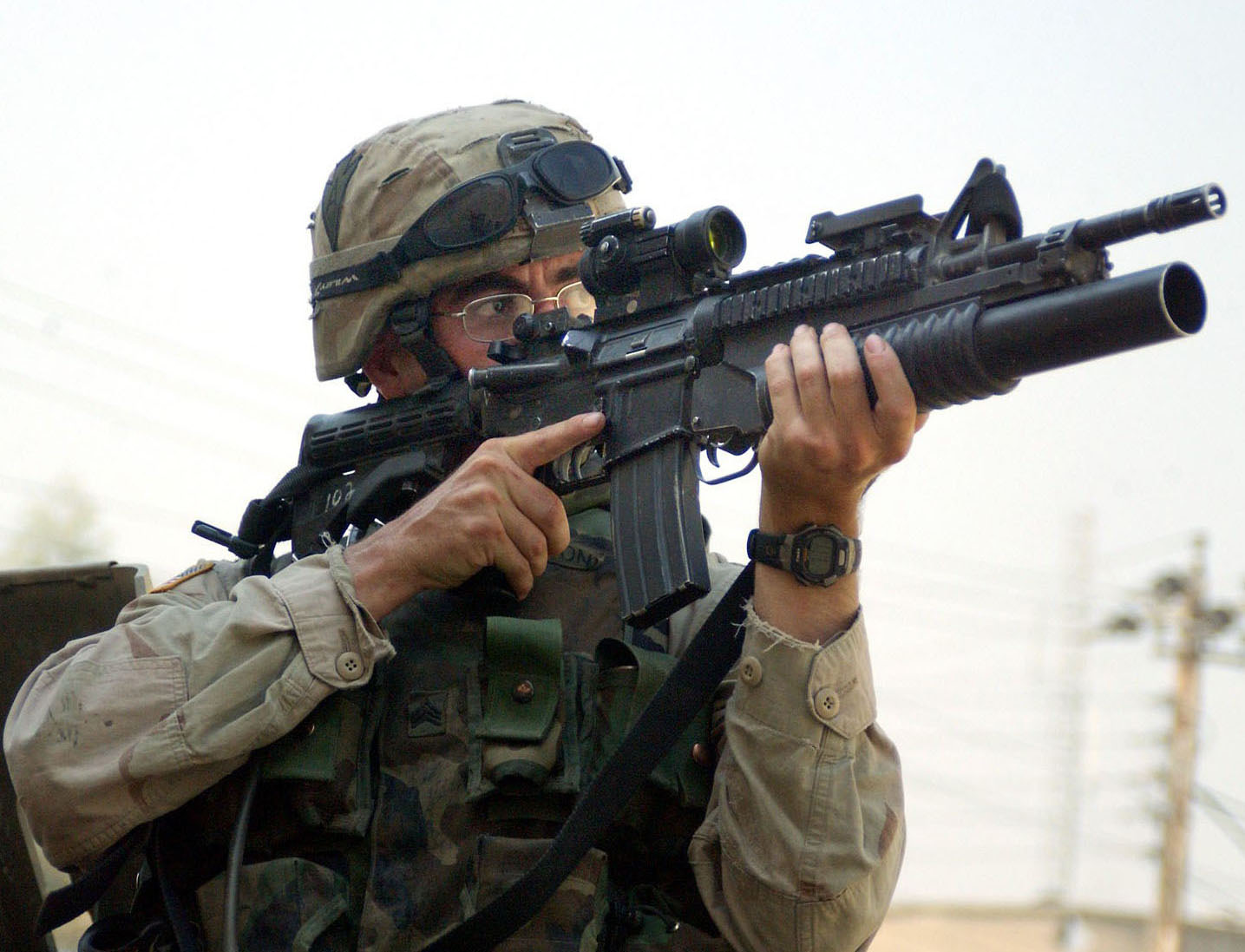
Un M4 con lanciagranate M203 e mirino Aimpoint CompM2

L'Aimpoint CompM2 è un mirino red dot prodotto dalla Aimpoint AB.
Questo dispositivo è un military standard, più comunemente conosciuto con il nome M68 Close Combat Optic (M68 CCO; NSN: 1240-01-411-1265) o M68 Aimpoint.
Il mirino è stato progettato per i fucili d'assalto M16 e M4, ma può essere montato su qualunque arma dotata di slitta Picatinny. Inoltre il punto rosso di mira è nitidamente visibile anche attraverso un visore notturno.

## Caratteristiche
Il mirino Aimpoint CompM2 resiste fino a 25m di profondità in acqua ed è alimentato da una batteria al litio da 3 volt. La luminosità del punto rosso è regolabile manualmente, permettendo di aumentare la visibilità a discapito della durata della batteria.
Il mirino è in uso nelle forze armate degli Stati Uniti, oltre che in Svezia, Norvegia e altri paesi appartenenti alla NATO.
La variante conosciuta come ECOS-N (NSN: 1240-01-495-1385) è inclusa nel kit SOPMOD.
Tra i difetti maggiormente riscontrati vi è la scarsa durata della batteria quando la luminosità è impostata al massimo, come in ambienti molto luminosi. Il problema è stato risolto a partire dai modelli successivi, quali CompM3 e CompM4.

### Dimensioni
- Lunghezza: 130 mm
- Larghezza: 55 mm
- Altezza: 55 mm
- Larghezza anello di montaggio: 30 mm
- Peso: 200 g